# Ummenhofen (Jengen)
Ummenhofen ist ein Kirchdorf der Gemeinde Jengen im Landkreis Ostallgäu in Bayern. 

## Geographie
Das Straßendorf liegt einen Kilometer südlich von Jengen an der sogenannten Kardinalstraße Buchloe-Osterzell.(heute Staatsstraße 2035) in der Nähe des Zusammenflusses von Hühnerbach und Gennach.
Ummenhofen hat etwa 170 Einwohner und besitzt eine Kapelle. Am westlichen Ortsrand vorbei fließt ein kleiner namenloser Bach überwiegend von einer Galerie begleitet nach Norden, an dessen linken Ufer danach die noch zu Ummenhofen gehörige Wiesmühle liegt und der am Ortsrand von Jengen von rechts in die Gennach mündet. Das Straßendorf wurde entlang der Staatsstraße 2035 vom Pfarrdorf Eurishofen im Süden nach Jengen im Norden angelegt. Es ist umgeben von flacher Landschaft, die sich im Osten schachbrettartig in Felder gliedert; den Westsaum des Dorfes bis zur nahen Gennach hin nehmen dagegen zunächst Wiesen ein.
In Ummenhofen gibt es einige Bauern, einen Imker und eine Brauerei. Der Ort hat eine Freiwillige Feuerwehr. Ummenhofen ist ein beliebtes Naherholungsgebiet.

## Geschichte
Historische Schreibformen des Ortsnamens mit der Bedeutung „bei den Höfen des Ummo/Umme“ waren 
1175: Umbenhouen und Ummenhouen; 1265: de Vmmenhoven; 1324: Uemenhoven und Umenhofen; 1340: Ummenhoven sowie 1394 Ummenhoven.
Ummenhofen wird 1265 urkundlich zum ersten Mal genannt. Zwischen 1265 und 1350 gehörte es einem niederen Adelsgeschlecht an. Bis Ende 1977 war es ein selbständiger Ort.
Vormals bestand in Koneberg, westlich von Ummenhofen, eine Silberfuchsfarm,